# Dama kameliowa (film 1994)
Dama kameliowa – polski telewizyjny film kostiumowy, zrealizowany w 1994 roku, według powieści Aleksandra Dumasa (syna) pod tym samym tytułem.

## Obsada
- Anna Radwan – Małgorzata Gautier
- Jan Frycz – Armand Duval
- Anna Dymna – Prudencja Duvernoy, przyjaciółka Małgorzaty
- Stanisława Celińska – Julia Duprat
- Jerzy Kamas – ojciec Armanda
- Jan Englert – Alexandre Dumas, syn
- Artur Dziurman – Gaston, przyjaciel Armanda
- Jerzy Grałek – książę, opiekun Małgorzaty
- Beata Ścibakówna – Olimpia, kochanka Armanda
- Agnieszka Krukówna – Nanine, służąca Małgorzaty
- Henryk Machalica – doktor Molcni
- Zofia Merle – kwiaciarka Adela Barion
- Kazimierz Orzechowski – ksiądz
- Piotr Zelt – hrabia de Giray
- Józef Kalita – odźwierny w domu Małgorzaty
- Andrzej Blumenfeld – Natan Nussen, właściciel sklepu
- Andrzej Szenajch – komornik
- Paweł Nowisz – komornik
- Piotr Polk – dandys na licytacji
- Marek Bukowski – mężczyzna tańczący na balu z Małgorzatą
- Dorota Chotecka – kobieta obserwująca grę w karty
- Roman Gancarczyk – mężczyzna obserwujący grę w karty
- Piotr Szwedes – mężczyzna obserwujący grę w karty
- Andrzej Grąziewicz – wodzirej na balu
- Jerzy Łazewski

## Treść
Akcja filmu toczy się w połowie XIX wieku. Główna bohaterka Małgorzata Gautier jest luksusową paryską kurtyzaną, znaną z tego, że pojawia się publicznie z bukietem czerwonych kamelii. Po jej śmierci odbywa się licytacja jej majątku. Pisarz Aleksander Dumas nabywa wtedy książkę. Kilka dni później zjawia się u niego mężczyzna, który przedstawia się jako Armand Duval i prosi o odsprzedanie książki, która jest dla niego cenną pamiątką. Okazuje się, że Duval był kochankiem Małgorzaty, jednak ich związek zakończył się tragedią. Niezwykły gość postanawia opowiedzieć pisarzowi dramatyczne dzieje swej miłości.

## Plenery
- Łazienki Królewskie w Warszawie, w tym:
  - Pałac Na Wyspie jako wnętrza domu Małgorzaty,
  - Biały Domek jako mieszkanie Armanda, mieszkanie Dumasa, mieszkanie Prudencji, dom na wsi.
- Ulica Jezuicka w Warszawie jako bazar.
- Ulica Dziekania w Warszawie jako ulica przed domem Małgorzaty.
- Teatr im. Juliusza Słowackiego w Krakowie jako opera.